# Eupalaestrus
Eupalaestrus es un género de arañas migalomorfas de la familia Theraphosidae. Son originarias de Sudamérica.  

## Especies
Según The World Spider Catalog 11.0:
- Eupalaestrus campestratus (Simon, 1891)
- Eupalaestrus guyanus (Simon, 1892)
- Eupalaestrus spinosissimus Mello-Leitão, 1923
- Eupalaestrus weijenberghi (Thorell, 1894)
- Eupalaestrus larae Ferretti & Barneche, 2012